# گرادویویچ
گرادویویچ (به صربی: Gradojević) یک منطقهٔ مسکونی در صربستان است که در کوتسیوا واقع شده‌است.